# Cieli di Cornovaglia
Cieli di Cornovaglia (Minx) è un romanzo della scrittrice americana Julia Quinn pubblicato nel 1996. Il romanzo appartiene alla saga nota come Trilogia Splendid.
Il romanzo è stato pubblicato in Italia con il titolo Cieli di Cornovaglia - Le due sorelle, includendo la novella "A Tale of Two Sisters", originariamente pubblicata in inglese in Where's My Hero? nel 2003, in un'antologia scritta con Lisa Kleypas e Kinley MacGregor.

## Trama
Henrietta Barrett è cresciuta come un maschiaccio nella sua tenuta in Cornovaglia, dove si sente libera e indipendente. Tuttavia, la sua vita viene stravolta quando il nuovo tutore, William Dunford, un nobiluomo di città, eredita la proprietà. Sebbene Dunford sia affascinato dalla determinazione e dallo spirito di Henrietta, si trova presto coinvolto in una sfida del cuore, mentre la giovane deve scegliere tra l'amore e la libertà che ha sempre conosciuto.

### Le due sorelle
Il racconto spin-off Le due sorelle racconta la storia di Lord Ned Blydon, visconte di Burwick, che si innamora di Charlotte, sua futura cognata, a due giorni dal matrimonio.

## Edizioni
- Julia Quinn, Cieli di Cornovaglia, Mondadori, 2010.
- Julia Quinn, Cieli di Cornovaglia - Le due sorelle, Mondadori, 2022, ISBN 9788804751847.